# 226e régiment d'infanterie de Zemliansk
 (mars 2024).
La mise en forme du texte ne suit pas les recommandations de Wikipédia : il faut le « wikifier ».
Les points d'amélioration suivants sont les cas les plus fréquents. Le détail des points à revoir est peut-être précisé sur la page de discussion.
- Les titres sont pré-formatés par le logiciel. Ils ne sont ni en capitales, ni en gras.
- Le texte ne doit pas être écrit en capitales (les noms de famille non plus), ni en gras, ni en italique, ni en « petit »…
- Le gras n'est utilisé que pour surligner le titre de l'article dans l'introduction, une seule fois.
- L'italique est rarement utilisé : mots en langue étrangère, titres d'œuvres, noms de bateaux, etc.
- Les citations ne sont pas en italique mais en corps de texte normal. Elles sont entourées par des guillemets français : « et ».
- Les listes à puces sont à éviter, des paragraphes rédigés étant largement préférés. Les tableaux sont à réserver à la présentation de données structurées (résultats, etc.).
- Les appels de note de bas de page (petits chiffres en exposant, introduits par l'outil «  Source ») sont à placer entre la fin de phrase et le point final[comme ça].
- Les liens internes (vers d'autres articles de Wikipédia) sont à choisir avec parcimonie. Créez des liens vers des articles approfondissant le sujet. Les termes génériques sans rapport avec le sujet sont à éviter, ainsi que les répétitions de liens vers un même terme.
- Les liens externes sont à placer uniquement dans une section « Liens externes », à la fin de l'article. Ces liens sont à choisir avec parcimonie suivant les règles définies. Si un lien sert de source à l'article, son insertion dans le texte est à faire par les notes de bas de page.
- La présentation des références doit suivre les conventions bibliographiques. Il est recommandé d'utiliser les modèles {{Ouvrage}}, {{Chapitre}}, {{Article}}, {{Lien web}} et/ou {{Bibliographie}}. Le mode d'édition visuel peut mettre en forme automatiquement les références.
- Insérer une infobox (cadre d'informations à droite) n'est pas obligatoire pour parachever la mise en page.

Pour une aide détaillée, merci de consulter Aide:Wikification.
Si vous pensez que ces points ont été résolus, vous pouvez retirer ce bandeau et améliorer la mise en forme d'un autre article.
Le 226e régiment d'infanterie de Zemliansk est une unité militaire d'infanterie de l'armée impériale russe qui participe à la Première Guerre mondiale. Un de ses faits d'armes est l'Attaque des hommes morts à Osowiec-Twierdza en 1915.

## Campagnes du régiment
Le régiment est créé en juillet 1914 et rejoint la 57e division d'infanterie de la 1re armée alors commandé par Pavel Karlovitch Rennenkampf. La première bataille auquel ce régiment a pris part fut le 29 août 1914. Ce régiment couvre le retrait des troupes russes de Prusse-Orientale, empêchant l'encerclement de celles-ci. Pour avoir fait preuve de courage et de bravoure dans les batailles d'arrière-garde contre les troupes allemandes, 14 soldats de rang reçoivent la croix de Saint Georges de 4e classe. À la fin du mois de janvier 1915, le 226e régiment de Zemliansk se trouve en garnison dans le complexe fortifié d'Osowiec.
Après avoir quitté Osovitse, le régiment de zemlyansky se retire à Grodno. Au cours de la défense du complexe fortifié d'Osowiec, le régiment a  montré des merveilles héroiques durant la bataille que l'on appellera par la suite "attaque des hommes mort". Le 19 août 1915, le régiment fait face par une deuxième attaque au gaz. À la fin du mois de juillet, début août 1916, le régiment participe à la bataille de Kovel pendant l'offensive Broussilov, puis à quelques batailles contre les Austro-Hongrois près de Ternopil. En décembre 1916, le régiment est transféré en Roumanie, pour soutenir le nouvel allié de la Russie. En Roumanie, le régiment reste jusqu'à la fin des hostilités et la signature de l'armistice du 15 décembre 1917. Les officiers et soldats sont rapatriés en Russie. Il faut attendre le traité de Brest-Litovsk le 3 mars 1918 pour que la paix soit officiellement proclamée.

## Commandants du régiment

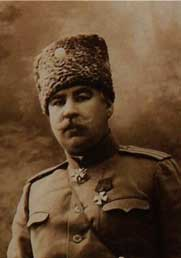
Le colonel Konstantin Vasilievitch Kataev

- 16 août 1914 — 11 novembre 1914 : colonel Dmitri Alekseevitch Tolbuzine
- 22 novembre 1914 — 24 juillet 1916 : colonel Konstantin Vasilievitch Kataev
- 25 juillet 1916 — 6 septembre 1916 : colonel Vassili Petrovitch Potapov
- 7 septembre 1916 — 15 juin 1917 : colonel Pavel Petrovitch Gorev
- 4 juillet 1917 — décembre 1917 : colonel Alexeï Tikhonovitch Beloborodov

## Personnes notables ayant servi dans le régiment
- Vladimir Kotlinski
- Władysław Strzemiński
- Andrey Novikov

## Mémoire
- Le 6 août 2015, un monument aux compatriotes-soldats de la Première Guerre mondiale est inauguré à Pskov[1].
- Le 6 août 2015, un panneau commémoratif du 226e régiment de Zemliansk est installé à Zemlyansk dans la région de Velon[1],[2].